# Zotalemimon buthanensis
Zotalemimon buthanensis är en skalbaggsart som först beskrevs av Stefan von Breuning 1975.  Zotalemimon buthanensis ingår i släktet Zotalemimon och familjen långhorningar. Inga underarter finns listade i Catalogue of Life.